# 百寿雷山
百寿 雷山（ひゃくじゅ らいざん、生没年不詳）とは、江戸時代の浮世絵師。

## 来歴
葛飾北斎の門人。俗名不明、百寿と号す。作は2点の肉筆画が知られる。そのうちの「名妓立姿図」には「乙亥孟秋」とありこれは文化12年（1815年）のこと、また「名妓聴杜鵑図」は「丁巳」とあり安政4年（1857年）の作である。これらにより文化から安政の頃にかけての人物とみられる。

## 作品
- 「名妓立姿図」　絹本着色　※「乙亥孟秋　雷山圖」の落款あり
- 「名妓聴杜鵑図」